# ForoCoches
ForoCoches (FC) é um fórum de discussão em espanhol inicialmente orientado para automóveis que permite a criação de fios de discussão sobre praticamente qualquer tema. Em 2022 era o fórum em espanhol mais lido no mundo, e declarava rendimentos recorde para seu fundador, administrador e proprietário, Alejandro Marín (também conhecido como Electrik). Em Maio de 2022, de acordo com a Alexa Internet, era a 36ª página mais visitada na Espanha.

## Funcionamento

### Organização do fórum
O fórum está divido em cinco subfóruns de diferentes temas denominados: a Zona General; a Zona ForoCoches; a Zona Técnica & Info; a Zona Comercial; e a Zona Compra-Venta.

### Registo
Com a justificação de controlar melhor o ambiente do fórum e prevenir publicações maliciosas, desde 2009 é necessário um convite para registar no website. Os convites são dados pelo próprio fundador, Alejandro Marín, os utilizadores com mais tempo no website, em promoções com marcas, e nas redes sociais.